# Kromosom 13 (čovjek)
Kromosom 13 u kariotipu čovjeka je autosomni kromosom, trinaesti po redu po dimenzijama i broju nukleotida. Prema položaju centromere pripada akrocentričnim kromosomima. Sastoji se od 114 milijuna nukleotida što predstavlja oko 3,5-4 % od ukupne količine DNK u stanici.
Potvrđeno je da kromosom 13 sadrži preko 450 gena, ali se pretpostavlja da ih ima oko 700.
Broj polimorfizama jednog nukleotida (eng. Single Nucleotide Polymorphism - SNP) je gotovo 400 000.

## Geni kromosoma 13
Neki od važnijih gena kromosoma 13 jesu:
- ATP7B: ATPaza, Cu++ transporter, beta polipeptid (Wilsonova bolest)
- BRCA2: gen asociran s rakom dojeke 2
- CARKD
- EDNRB: receptor endothelina tip B
- GJB2: gap junction protein, beta 2, 26kDa (coneksin 26)
- GJB6: gap junction protein, beta 6 (coneksin 30)
- HTR2A: 5-HT2A receptor
- PCCA: propionil koenzim A karbksilaza, polipeptid alfa
- RB1
- FLT1
- SLITRK
- SOX21: transkripcijski faktor SOX-21

## Bolesti vezane za kromosom 13
Poznat je sadržaj i raspored gena kromosoma 13 čije mutacije izazivaju niz nasljednih bolesti. Najvažnije bolesti vezane za mutacije na kromosomu 13 jesu:
- rak mokraćnog mjehura
- rak dojke
- heterokromija
- Hirschsprungova bolest
- dijabetes odraslih koji se javlja u mladoj dobi (MODY) tip 4
- gluhoća
- gluhoća autosomna dominantna
- gluhoća autosomna recesivna
- propionska acidemia
- retinoblastom
- schizofrenija
- Waardenburgov sindrom
- Wilsonova bolest
- Patauov sindrom
- kronična limfocitna leukemia

### Kromosomske anomalije
Trisomija kromosoma 13 se u ljudskoj populaciji javlja s učestalošću od 1:12000 novorođenčadi. Najčešći je uzrok ove trisomije neodvajanje kromozoma u mejozi.
Fenotipski se manifestira kao Patauov sindrom. Kliničku sliku ovog sindroma definiraju višestruke anomalije u razvoju:
- mozga, očiju, srca, bubrega i probavnog sustava;
- rascjep usne, čeljusti i nepca;
- polidaktilija

Životna prognoza je loša pa većina djece umire u prvim mjesecima života, a samo 10% preživi prvu godinu.
Delecija dugog kraka kromosoma 13 odlikuje se:
- mentalnom zaostalošću;
- motoričkom zaostalošću;
- mikrocefalijom;
- anomalijama lica;
- anomalijama palca;
- anomalijama ušiju.